# Anderson (Califórnia)
Anderson é uma cidade localizada no estado americano da Califórnia, no condado de Shasta. Foi incorporada em 16 de janeiro de 1956.

## Geografia
De acordo com o United States Census Bureau, a cidade tem uma área de 17,1 km², onde 16,5 km² estão cobertos por terra e 0,6 km² por água.

### Localidades na vizinhança
O diagrama seguinte representa as localidades num raio de 32 km ao redor de Anderson. 

## Demografia
Segundo o censo nacional de 2010, a sua população é de 9 932 habitantes e sua densidade populacional é de 602 hab/km². É a cidade menos populosa e também a mais densamente povoada do condado de Shasta. Possui 4 211 residências, que resulta em uma densidade de 255,24 residências/km².